# Letališče Mikkeli
Letališče Mikkeli je letališče na Finskem, ki primarno oskrbuje Mikkeli.